# Доброштан, Игорь Михайлович
Игорь Михайлович Доброштан (1923—2003) — советский инженер, заключённый ГУЛАГА, с которым связано много легенд.

## Биография
Родился в 23 сентября 1923 году в селе Терновка Смелянского района Киевской области, по национальности украинец. Член ВЛКСМ с 1939 года.

### Участие в Великой Отечественной войне
Призван в Красную Армию Смелянским РВК Киевской области. С первого дня войны до октября 1941 года воевал на Южном фронте. После этого следует не объяснённый перерыв в службе, судя по документам ранен в это время Доброштан не был. С декабря 1943 года снова на фронте, на этот раз на 2-м Украинском. С 24 июня 1944 года разведчик взвода пеших разведчиков 248 Стрелкового Кишинёвского полка 31 Стрелковой Сталинградской ордена Богдана Хмельницкого дивизии, рядовой.
30 июня 1944 года на высоте Безымянной восточней 1,5 км восточнее села Тодирешть Бельценского уезда (так в источнике) Молдавской ССР при захвате контрольного пленного («языка») разведка наткнулась на разведгруппу противника. Доброштан автоматной очередью заставил противника залечь и дал возможность своему взводу разведчиков выдвинуться и завязать бой. Когда во время боя вышел из строя командир, Доброштан принял командование взводом на себя и, захватив раненного солдата противника, отошёл без потерь на исходный рубеж, выполнив таким образом задание командования. Награждён Орденом Красной Звезды.
Ольга Бирюсова приводит цитату из характеристики Доброштана, данной ему заместителем
начальника ОКР (Отдела контрразведки) Смерш В. И. Линьковым: «Выполнял особо опасные задания по линии контрразведки в Румынии, Польше, Германии в 1943—1945 гг». Никаких других документов или их следов, подтверждающих работу Доброштана в Смерше и объясняющих, в чём она состояла, пока не обнаружено. Однако с утверждением Бирюсовой перекликаются некоторые весьма противоречивые сведения из воспоминаний других узников Речлага

### После победы
Поступил в Московский авиационный институт, в 1948 году арестован со второго курса.

### Заключённый ГУЛАГа
В 1948 году осуждён Особым совещанием при МГБ СССР по ст. 54-1а (измена Родине) УК УССР и по ст. 197 (спекуляция) на 25 лет лагерей. Этапирован в Речлаг.
21 января 1952 года бежал с шахты «Капитальная» вместе с Петром Саблиным. Детали побега известны из воспоминаний Е. Ухналёва. По железной дороге, которая подходила к шахте, вывозили не только уголь, но и клёпку, маленькие дощечки для изготовления ящиков. Столярная мастерская шахты «Капитальной» и в безлесной воркутинской тундре была занята заготовкой клёпки из привозного леса. Грузчики соорудили снизу на дне одного из вагонов, гружённых клёпкой, специальное помещение для беглецов. Доброштан и Саблин взяли с собой в побег лишь воду и сахар. Задержаны они были только в Абези.
В феврале 1952 года осуждён за побег по статье 58-14 (контрреволюционный саботаж) на 10 лет лагерей с поглощением отбытых в заключении четырёх лет.

#### Во времяВоркутинского восстания1953 года
По словам оуновца Мирона Амброзевича, в июле-августе 1953 года Доброштан был в лагпункте «Сорань» на 620 зека, из которых 616 были украинцы. Во время забастовки Игорь Доброштан взял на себя переговоры с начальством. Он, обращаясь московской комиссии, сказал: «Вы самураев и фрицев освободили, а нас, советских бойцов, нет?». Его неожиданно опознал один полковник, как выяснилось он был командиром Доброштана на фронте. Мирон Амброзевич вспоминал, что полковник обратился к Доброштану: «„Егорушка, это ты?“ <…> Доброштан требовал, чтобы его перевели в другой лагерь. „Никуда тебя переводить не будем, — сказал полковник. — Поедешь с нами“. Через два дня Игорь пришёл к нам прощаться в форме старшего лейтенанта».

#### Забастовка на 4-й воркутинской шахте в 1955 году
Летом 1955 года Игорь Доброштан работал электромонтёром в лаготделении при 4-й воркутинской шахте объединения Воркутауголь. Как-то второй половине июля 1955 года первая смена возвращалась с шахты в зону. На окрики конвоя: «Молчать, прекратить разговоры..!», «Стой, прекратить разговоры!» — не реагировали, не то уже было время. Пожилой зэка по фамилии Рабкин споткнулся и упал, оказавшись чуть ли не вне колонны. Молодой конвоир дал очередь из автомата, как сочли заключённые, в Рабкина (позднее выяснилось, что от испуга он стрелял в воздух). Колонна потребовала отвести её обратно на шахту до приезда начальства, поднявшаяся из шахты вторая смена присоединилась к первой. Работа 4-й шахта остановилась.
Руководство Воркутлага уговорило зэка вернуться в зону. Встревоженная третья смена, которую не вывели на работу, ждала у вахты. Всю ночь лагерь не спал — было решено бастовать. Избрали «Комитет действия» из шести человек: Морис Гершман, Игорь Доброштан, Василий Закревский, Александр Пицелис и Стасис Янушанс (имя 6-го неизвестно). Председателем был избран Доброштан. По мнению члена комитета Мориса Гершмана: «Выбирали в комитет <…> самых шумливых. Комитет же избрал своим председателем самого горластого…». По воспоминаниям оуновца Игоря Кичака Доброштан лишь представлял заключённых на переговорах с администрацией и комиссией из Москвы, а подлинным руководителем протеста был оуновец Ярослав Зварыч.
Наутро комитет составил список требований к властям: всеобщее смягчение режима, а именно расконвоирование независимо от срока, перевод малосрочников на свободное поселение, пересмотр дел осуждённых по ст. 58 и в первую очередь по постановлениям Особого совещания и другие. Кроме того, договорились контактировать только с представителями правительства или ЦК КПСС. На восьмые сутки в лагере появилась правительственная комиссия из Москвы в составе заместителя министра внутренних дел СССР генерала Егорова, заместителя Генерального прокурора СССР Н. И. Хохлова и представителей ЦК КПСС (всего 5 человек). Доброштан зачитал требования забастовщиков. Последнее из них было — не привлекать членов комитета к ответственности за руководство забастовкой. Ответом на это было: «Виновные будут наказаны…», на что Доброштан ответил, что в таком случае забастовка будет продолжена. Члены правительственной комиссии пригласили забастовочный комитет продолжить переговоры в управлении. Но у самых дверей управления членов комитета оттеснили, пропустив внутрь одного Доброштана. Через полчаса члены комиссии вместе с Доброштаном вернулись в зону. Егоров обратился к заключённым с призывом немедленно выйти на работу, а Доброштан тут же поддержал его, объясняя это тем, что генерал дал ему «слово офицера» не преследовать зека за забастовку. Описание забастовки, приведённое Гершманом, дополняют, совпадая во многих деталях, воспоминания Григория Герчака.
М. Гершман не заметил, когда Доброштан исчез из зоны, а Гершмана и ещё троих «комитетчиков» этапировали в штрафной лагерь № 62 при шахте № 6 и возбудили дело по ст. 58-10, затем переквалифицировали его по ст. 73 УК РСФСР («Угроза <…> должностным лицам <…> в целях прекращения их служебной деятельности»), после чего вроде бы прекратили дело. Закревского отправили во Владимирскую тюрьму, а Янушанса, Пицелиса и Гершмана — в штрафной лагпункт № 308 Озерлага около станции Анзёба. В феврале 1956 года уже в Озерлаге следствие по Воркутинской забастовке возобновилось. Имя Доброштана на следствии не упоминалось. А Гершману и Пицелису к не отбытым срокам добавили ещё по 3 года по 73 статье. То, что организаторы забастовки 1955 года получили дополнительные сроки подтверждает и сержант ВОХР Воркутлага Виктор Снитковский.
Михаил Байтальский объяснял неожиданное исчезновение Доброштана тем, что «его [снова — ВП] увезли в Москву, и через некоторое время он вернулся реабилитированным [выделено — ВП] — первая ласточка в нашем ОЛПе. Затем поступил на сороковую шахту — здесь была у него любимая женщина, он не хотел бросать её». По крайней мере, после руководства забастовкой, если верить воспоминания Байтальского, Доброштан какое-то время был расконвоирован (в действительности его так и не реабилитировали до конца жизни). Дальше, по словам Байтальского, произошло следующее: «Однажды, когда он [Доброштан] шёл с работы, его догнала автомашина. Дверца открылась, его попросили сесть. С того дня Доброштана в Воркуте не видели». По словам самого Доброштана осенью 1955 года он был этапирован в казахстанский Степлаг.

### После освобождения
29 октября 1988 года участвовал в организационной конференции общества «Мемориал» в Москве. Ещё до выступления Доброштана ведущий заседание Олег Орлов сказал: «В президиум поступила записка о том, что в нашем зале сейчас находится Игорь Михайлович Доброштан. Это человек, который поднимал восстание в Воркуте в 1954 году [так в тексте]. (Аплодисменты)». Выступлению И. М. Доброштана предшествовало предложение В. В. Аксючица о необходимости возвращения А. И. Солженицыну советского гражданства и скорейшего издания в СССР книги «Архипелаг Гулаг», вызвавшее бурную реакцию присутствующих. Л. А. Пономарёв вынес предложения Аксючица на голосование, но неожиданно выступил редактор «Литературной газеты» Ю. П. Изюмов: «Я предлагаю не торопиться с голосованием этой резолюции.<…> У нас в редакции находится материал, в котором говорится, что Солженицын в течение довольно длительного времени был осведомителем НКВД». Таким образом, речь Доброштана была ответом на реплику Изюмова:

Товарищи! О людях судят не по доносам, не потому, что могут сделать с человеком органы безопасности, они могут всё сделать, любые документы могут преподнести (Аплодисменты). О людях судят по их делам (Аплодисменты). И если нам скажут, что Солженицын был 20 раз агентом МВД, мы знаем, что Солженицын был 15 лет гоним, преследуем и его хотели уничтожить.
А здесь выходят люди и говорят, что подождите, они нам какую-то справку дадут. Такой справкой для нас является вся его жизнь! (Аплодисменты)
Сегодня они это говорят о Солженицыне, а завтра скажут, что я гитлеровец, что я преступник, и что вы будете голосовать?!
Если вы будете верить им, ихним справкам, то моей ноги здесь не будет! (Аплодисменты)
С МЕСТА
"Литературная газета" была знаменита тем, что она использовала всё, что можно было, всю грязь выливала на голову Солженицына, но тогда этого никто не изобрёл.
(Аплодисменты)
С МЕСТА
Давайте осудим выступления "Литературной газеты" тогда в 1969 и 1970 годах, когда они обливали грязью Солженицына, и сегодня, когда они говорят, что он был агентом МВД.
С МЕСТА
Дело в том, что в "Архипелаге Гулаг" Солженицын сам пишет о том, что он был завербован и далее сообщает, что ни разу не давал никаких показаний.
(Возгласы с места: Вывести из президиума Изюмова!)
С МЕСТА
Я обращаюсь с просьбой к собранию - вывести из президиума представителя "Литературной газеты" Изюмова.
(Продолжительные аплодисменты)
И. М. ДОБРОШТАН
"Литературная газета" сейчас делает очень много для "Мемориала". "Литературная газета" - это наше знамя. Это прекрасно. Он сказал то, что ему сказали. Мы не поддержали его. Мы имеем своё мнение. Мы любим "Литературную газету" и её сотрудников. Но мы имеем свой собственный взгляд и собственное мнение. Мы, люди, прошедшие лагеря и тюремные застенки, знаем, на что они способны.
В. Л. ГЛАЗЫЧЕВ
Прежде всего я прошу понизить голос.
Второе. Товарищи, давайте не смешивать причины и следствия. "Литературная газета" одного периода представляет сегодня газету с тем же названием человек другого периода. Давайте не путать одно, второе, третье и пятое. Задача ясная. Резолюция предложена на голосование.

Выступление И. М. Доброштана запомнилось многим, в частности, на этой конференции с ним познакомился И. Б. Чубайс. В связи с этим выступлением Доброштан был упомянут и в мемуарах А. И. Солженицына «Угодило зёрнышко промеж двух жерновов».
Выступление Доброштана на учредительной конференции для Украинского Общества «Мемориал» в марте 1989 года в Киеве также привлекло внимание. По мнению журналиста Павло Турилы Доброштан наилучшим образом выразил цели общества «Мемориал» и необходимость его создания: «Мы не ради мести, но мы стоим за осуждение сталинизма … главное для нас не допустить новых культов, новых беззаконий и репрессий. В этом и есть благородная цель новообразованного общества».

#### Не состоявшаяся реабилитация
В 1986 И. М. Доброштан обращался к прокурору Советского Союза А. М. Рекункову с просьбой о реабилитации. Но получил отказ.
В 1987 году зам. начальника отдела наград С. А. Зима отказал Доброштану в просьбе вернуть орден Красной Звезды изъятый при аресте. Однако во второй половине 1989 года Доброштан появился у Мориса Гершмана в пиджаке, «на котором красовались орден „Красная звезда“ и два „поплавка“».
В 1988 году с просьбой о восстановлении своих прав Доброштан обратился в адрес XIX партконференции, но и в этот раз ему было отказано.
В 1990 году воркутинский «Мемориал» попытался ускорить процесс реабилитации Доброштана. Но прокуратура Республики Коми отказала в реабилитации.

## Семья
- Первая жена — имя?[4]
  - Дочь — имя?[4]
- Вторая жена — Мария[6], была на Воркуте, работала при 40-й шахте в 5-м лаготделении Речлага[19].

## Сторонники и критики И. М. Доброштана

### Сторонники

#### Игорь Чубайс: «Вечная слава Игорю Доброштану»[23]
Главным популяризатором рассказов Игоря Михайловича Доброштана стал (и остаётся им ныне) Игорь Чубайс. Он многократно в радиопередачах, статьях, книгах пересказывал с небольшими вариациями то, что услышал от И. М. Доброштана в 1988 году.
Юрий Килымнык повторяет выводы Чубайса.

### Критики
Участник забастовки на Воркутинской шахте № 4 в 1955 году М. Д. Гершман писал: «Врал он много, но видно было, что он сам в это стал верить, привык уже. Несмотря на мой отказ подтвердить его бред, что это он подготовил "восстание", распространяя перед этим многочисленные прокламации им самим и написанные, он подарил мне на память несколько своих фотографий…».
Бывший узник ГУЛАГа из Магадана П. М. Хмельницкий так отреагировал на фильм, построенный на воспоминаниях И. М. Доброштана: «Мне, Берлаговцу из урановых забоев Бутыгичага, стыдно за «воркутинцев» в кавычках, содействующих появлению на экранах заведомой ереси…»

### Рекомендованные источники
- И. Гольц. Воркута, история одного восстания. // Совершенно секретно, сентябрь 1989 № 4.
- Р. Митин. Молчание не всегда золото. // Заполярье" 20 ноября 1992.
- Василь Палашовський. // газета «Свобода» (Тернополь) 10 вересня 1992, (О забастовке 1955 года)
- Документальный фильм «Неизвестный», харьковская киностудия.
- Гурский К. П. По дорогам ГУЛАГа: Воспоминания. Кн. 4. Аргументы и факты. Ялта, б/д, 239 л. машинопись. Каталог мемуаров архива общества «Мемориал» Архивный номер: 2-3-18. Номер в сборнике: 052